# Vattenpolo
Vattenpolo är ett bollspel i en bassäng med två lag, bestående av sex utespelare samt en målvakt per lag, där spelarna simmar i bassängen. Man har en boll, och det lag som gjort flest mål i motståndarlagets målbur då slutsignalen går har vunnit matchen. Matchen spelas i fyra perioder om åtta minuter vardera. Beach-vattenpolo är en snabbare och mer explosiv variant av vattenpolo. Planen är mindre och det är färre spelare vilket bidrar till fler mål och ett snabbare spel.

## Historia

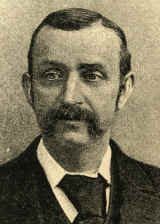
William Wilson, skotsk pionjär inom vattenidrott och upphovsman till vattenpolons första regler.

I takt med att simning ökade i popularitet som rekreationssport i England under 1860- och 1870-talen, uppfanns ett flertal vattensporter baserade på redan befintliga ”landgrenar”. Bland dessa vattenfotboll, vattenrugby, vattenhandboll och vattenpolo, där spelarna red på flytande tunnor som målades som hästar, och slog bollen med käppar. Vattenrugby blev den mest populära sporten av de ovan nämnda, men av någon anledning fick det senare namnet vattenpolo och har hetat det sedan dess.
Som det då spelades i England, var spelets mål att med båda händerna vidröra bollen vid slutet av bassängen för att få poäng. Vid kanten i bassängslutet stod en målvakt, redo att dyka i och stoppa motståndare som försökte göra mål. Vattenpolon blev snabbt en mycket tuff idrott, fylld med undervattensslagsmål som inte var i närheten av bollen, och det hörde till spelet att spelare svimmade på grund av syrebrist.
1877 tämjdes sporten i Skottland genom att ett mål infördes. Skottarna bytte även ut den ursprungliga lilla hårda gummibollen mot en fotboll, och införde förbud mot att föra bollen under vattenytan eller att tackla någon som inte har bollen. Den skotska varianten som byggde på simhastighet, passningar och lagspel, spred sig till England under tidigt 1880-tal, till Ungern 1889, Österrike och Tyskland 1894, Frankrike 1895 och Belgien 1900.
Vattenpolo var den första lagsporten som lades till olympiska spelen (OS) år 1900. Då handlade det, som i många andra grenar vid den tiden, enbart om herrar. Olympisk damklass infördes år 2000.
Det överlägset mest framgångsrika laget genom tiderna är Ungern med sammanlagt femton OS-medaljer (nio guld, tre silver och tre brons) men numera räknas även Kroatien, Serbien och Italien till världseliten. Under första halvan av 1900-talet skördade även Sverige internationella framgångar, med ett olympiskt silver 1912 och brons 1908 samt 1920, men i dag är man inte ens i närheten av världseliten.
Bland de mest kända spelarna genom tiderna kan Manel Estiarte nämnas som deltog i hela sex olympiska spel och vann skytteligan i fyra av dem. Även Dezső Gyarmati är känd, och han vann medaljer i fem OS i rad (guld 1952, 1956, 1964; silver 1948; brons 1960), ett unikt rekord vad gäller alla lagsporter i OS.

### ”Blodbadet i Melbourne”
”Blodbadet i Melbourne” är kanske den mest kända vattenpolomatchen genom tiderna. Det var en match mellan Ungern och Sovjetunionen, under OS i Melbourne 1956. Matchen spelades den 6 december 1956. Till bakgrunden hör Ungernrevolten samma år, då Sovjetunionen intog Ungerns huvudstad Budapest med full styrka och slog ner upproret med minst 3000 döda. Matchen slutade 4–0 till Ungern. Matchen var mycket fysiskt hård, där många slag och sparkar utdelades. En spelare i det ungerska laget fick ett kraftigt slag i ansiktet och ådrog sig en öppen sårskada över ögonbrynet, vilket ledde till benämningen ”blodbadet”. Ungern gick senare vidare till final där de slog Jugoslavien och vann OS.

## Bollen
Vattenpolobollen har greppvänlig yta och är ofta ljust gul. Den har ett lufttryck på 90 kilopascal (kPa). Vattenpolobollar finns i två storlekar: Storlek 5 (0,68-0,71 meter i omkrets), för herrar, och storlek 4 (0,65-0,67 meter i omkrets), för damer.  Mindre, oftast gröna, bollar finns för unga spelare.
Vattenpolobollar används även i kanotpolo.

## Regler
| Vattenpolobollar: äldre (till vänster) och nyare utformning |  | Vattenpolobollar: äldre (till vänster) och nyare utformning |
| Vattenpolobollar: äldre (till vänster) och nyare utformning |  |                                                             |

- Bollen som används
  - skall väga mellan 400 och 450 gram och
  - liknar en volleyboll till utseendet.

- Bassängen man spelar i
  - är 25 gånger 20 meter (herrar) eller 25 gånger 17 meter (damer) och
  - två meter djup.

- Ett vattenpololag består av:
  - En målvakt och sex utespelare samt sex avbytare.
  - Avbytarna får sättas in när som helst under matchen från området för återinträde.

- Poäng:
  - Varje mål som görs ger en poäng.

- Speltiden är:
  - Fyra gånger åtta minuter effektiv tid.
  - Det är två minuters paus mellan första och andra och mellan tredje och fjärde perioden och
  - fem minuters paus mellan andra och tredje perioden.

- Målutkast
  - döms när bollen går över bakre linjen och senast vidrörts av en spelare i det anfallande laget eller av en utespelare i det försvarande laget  och
  - utförs av målvakten.

- Hörnkast döms när:
  - bollen går över bakre linjen och senast vidrörts av målvakten eller
  - om en spelare i det försvarande laget avsiktligt kastar ut bollen över bakre linjen.

- Frikast döms när:
  - spelare attackerar motståndare som inte håller i bollen,
  - bollen tas med två händer,
  - bollen hålls under vattnet, när man attackeras,
  - bollen spelas ut över sidlinjen,
  - spelare hoppar från bottnen för att nå bollen,
  - spelare gör frånskjut på motståndaren eller
  - spelare slår bollen med knuten hand.

- Det är tillåtet
  - att doppa, trycka ner och hålla fast en motståndare som håller bollen i handen och
  - för målvakten att ta bollen med två händer.

- 30-sekundersregel:
  - Ett lag har endast 30 sekunder på sig att avsluta ett anfall. Om laget inte lyckats skjuta på målet under denna tid tilldöms motståndarna ett frikast.
  - Klockan nollställs vid hörnkast, utvisning och straffkast.

- Domarkast döms när
  - spelarna från båda lagen samtidigt gör fel och domaren inte kan se vem som först gjorde fel eller
  - om bollen slår i taket.

- Utvisning döms när en spelare
  - doppar, trycker ner eller håller fast en motståndare som inte har bollen,
  - förhindrar utförande av frikast eller
  - avsiktligt stänker vatten på motståndaren.

- Straffkast
  - döms
    - för varje utvisningsfel innanför femmeterslinjen som hindrar troligt mål,
    - om en försvarsspelare avsiktligt spelar eller blockerar ett skott med två händer eller
    - om en försvarsspelare avsiktligt eller försöker blockera en passning med två händer och

  - läggs från femmeterslinjen.

- Time out:
  - Varje lag har fyra time-out (à en minut), en i varje period.
  - Ett lag kan ta time-out när som helst när laget har bollen.
  - En extra time-out kan tillåtas i en matchförlängning.
  - Om laget som inte har bollen begär time-out får det anfallande laget ett straffkast.